# Thomas Rawls
Thomas Rawls (Flint, 3 agosto 1993) è un giocatore di football americano statunitense che milita nel ruolo di running back per i Jacksonville Jaguars della National Football League (NFL).

## Biografia

### Seattle Seahawks
Rawls al college giocò a football a Michigan (2011-2012) e Central Michigan (2014). Dopo non essere stato scelto nel Draft NFL 2015 firmò coi Seattle Seahawks. Dopo una pre-stagione positiva riuscì ad entrare nel roster dei 53 uomini della stagione regolare come riserva di Marshawn Lynch. Debuttò come professionista subentrando nel primo turno contro i St. Louis Rams in cui corse 2 volte per 5 yard. Nel terzo turno partì per la prima volta come titolare contro i Chicago Bears guidando la squadra con 104 yard corse su 16 tentativi. Il primo touchdown in carriera lo segnò nella settimana 5 contro i Cincinnati Bengals dopo una corsa da 69 yard. Fu il primo TD su corsa concesso dagli avversari in quella stagione. La sua gara terminò con 169 yard corse, il massimo per un giocatore dei Seahawks dalle 201 conquistate da Shaun Alexander il 17 novembre 2006.

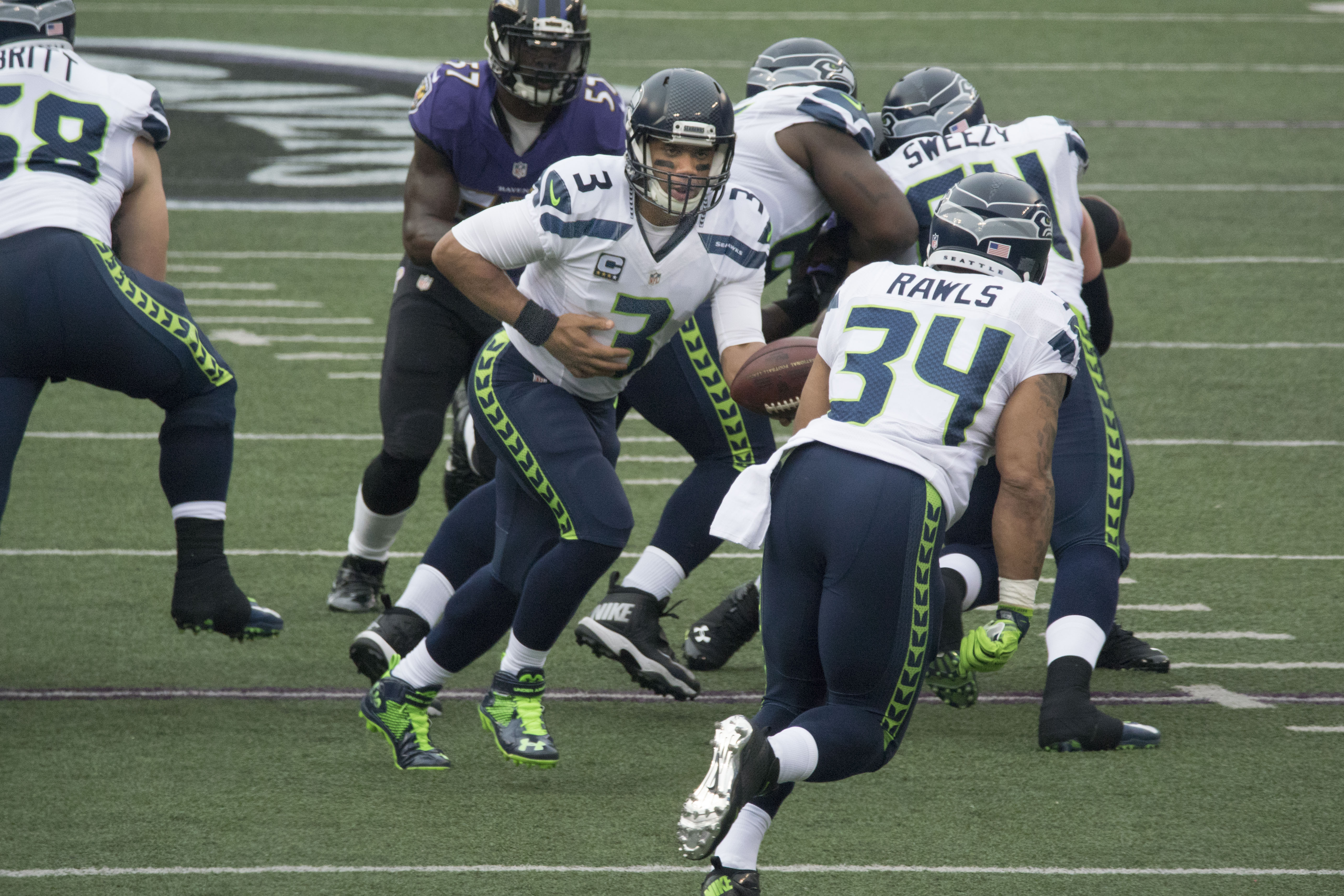
Rawls (numero 34) nel 2015

Il 22 novembre contro i San Francisco 49ers, Rawls tornò a partire come titolare al posto dell'infortunato Lynch, stabilendo un nuovo record di franchigia per un rookie con 209 yard corse (superando le 207 Curt Warner nel 1983) e segnando due touchdown, uno su corsa e uno su ricezione. Le sue 255 yard totali guadagnate furono il terzo risultato della storia del club e fu il primo giocatore della storia della NFL a guadagnare 250 yard e a segnare sia su corsa che ricezione nella stessa gara. Rawls andò a segno anche nelle due gare successive contro gli Steelers e contro i Vikings, partita nella quale corse 101 yard su 19 tentativi, venendo premiato come rookie della settimana. La promettente stagione di Rawls si interruppe bruscamente il 13 dicembre quando si ruppe una caviglia nel primo quarto della gara contro i Baltimore Ravens. La sua annata si chiuse guidando i Seahawks con 840 yard corse mentre le sue 5,6 yard medie a corsa furono il miglior risultato della NFL. La Pro Football Writers Association lo inserì nella formazione ideale dei rookie.
Rawls tornò in campo subentrando nel primo turno della stagione 2016 contro i Miami Dolphins correndo 12 volte per 32 yard. Nella gara successiva però si infortunò nuovamente, tornando disponibile solamente nell'undicesimo turno contro i Philadelphia Eagles in cui corse 57 yard nella vittoria casalinga. Due settimane dopo, contro i Carolina Panthers, disputò la miglior prova dall'infortunio dell'anno precedente, correndo 106 yard e 2 touchdown nella vittoria per 40-7. Dopo una stagione regolare di alti e bassi, Rawls debuttò nei playoff correndo un nuovo record di franchigia per la post-season di 161 yard con un touchdown nella vittoria del primo turno contro i Detroit Lions.
Nel 2017 Rawls disputò una stagione senza acuti, scendendo a una media di 2,7 yard a portata, senza segnare alcun touchdown nelle 12 gare disputate.

### New York Jets
Il 30 marzo 2018 Rawls firmò con i New York Jets. Fu svincolato il 1º settembre 2018.

## Palmarès
- Rookie della settimana: 1

13ª del 2015
- PFWA All-Rookie Team - 2015